# Саркисова, Карина Артемьевна
Кари́на Артемьевна Сарки́сова — российская и австрийская артистка балета, солистка балета Венской государственной оперы.

## Биография
Родилась в 1983 году в Москве, училась в Московском хореографическом училище. В 12 лет она приехала в Австрию и продолжила образование в Балетной консерватории Санкт-Пёльтена (Австрия). В 1999 году стала финалисткой балетного конкурса «Приз Лозанны» (Швейцария). С 2000 года — в труппе Венской государственной оперы, с 2009 года — её солистка. 
В Вене Саркисова вышла замуж и родила сына. В августе 2010 года была уволена из Венской оперы за участие в эротической фотосессии, однако после «чистосердечного раскаяния», восстановлена. В августе 2012 года  она объявила о своем уходе из Венской государственной оперы. Контракт, заключенный с Государственной оперой до 31 августа 2013 года, она досрочно расторгла в январе 2013 года по соглашению с режиссером Домиником Мейером и объявила о своем переходе в Венгерский национальный балет в Будапеште, где она приняла участие в качестве сольной танцовщицы.
С 2011 года — гражданка Австрии. В декабре 2014 года родила второго сына.
С 2017 года она входит в международное жюри шоу Танцы со звездами (Австралия) вместе с Дирком Хайдеманом, Николь Бернс-Хансен и Балашем Эккером.